# Werner Kirsch (Mathematiker)

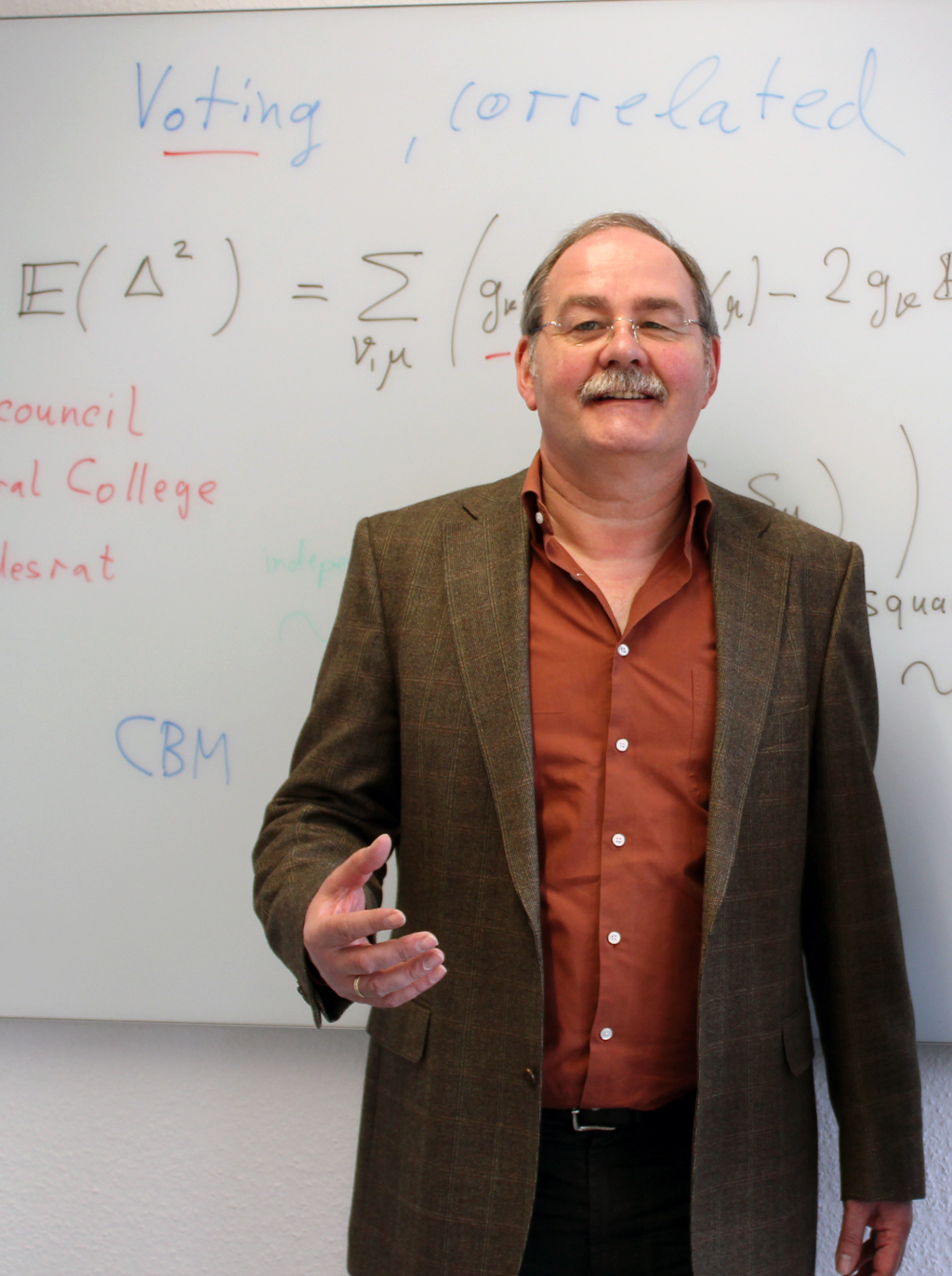
Werner Kirsch (2011)

Werner Matthias Kirsch (* 1. Februar 1956 in Heinsberg) ist ein deutscher mathematischer Physiker.
Kirsch ist Professor für Mathematik an der Fern-Universität Hagen und vertritt dort das Lehrgebiet Stochastik. Zuvor war er ebenfalls als Professor an der Ruhr-Universität Bochum tätig.
1981 wurde er bei Sergio Albeverio an der Ruhr-Universität Bochum promoviert (Über Spektren stochastischer Schrödingeroperatoren). Sein Hauptarbeitsgebiet ist die Mathematische Physik und Funktionalanalysis. Insbesondere befasste er sich mit der Schrödingergleichung mit zufälligen Potentialen, stochastischer Analysis (wie Spektren von Zufallsgraphen) und Zufallsmatrizen.
Einem größeren Kreis wurde Kirsch durch einen Essay in der Wochenzeitung Die Zeit bekannt, in dem er die Stimmengewichtung im EU-Ministerrat mathematisch analysierte und damit die Auffassung unterstützte, dass die auf ihre Bevölkerungszahl bezogen kleineren Mitgliedsländer benachteiligt werden. Gleichzeitig schlug er das Quadratwurzelgesetz von Penrose als Maßstab für eine Stimmengewichtung in Gremien dieser Art vor.
Kirsch ist Vorstandsmitglied des Dimitris-Tsatsos-Instituts für Europäische Verfassungswissenschaften in Hagen.

## Schriften
- mit Hans L. Cycon, Richard G. Froese, Barry Simon: Schrödinger operators with applications to quantum mechanics and global geometry, Springer, Berlin 1987, ISBN 3-540-16758-7 (englisch)
- Random Schrödinger operators. A course in Helge Holden, Arne Jensen (Hrsg.): Schrödinger Operators. Proceedings of the Nordic Summer School in Mathematics, held at Sandberg Slot, Sønderborg, Denmark, August 1–12, 1988, Springer, Berlin 1989, ISBN 3-540-51783-9 (Lecture Notes in Physics 345), S. 264–370 (englisch)